# Distenia nigrosparsa
Distenia nigrosparsa är en skalbaggsart som beskrevs av Maurice Pic 1914. Distenia nigrosparsa ingår i släktet Distenia och familjen långhorningar. Inga underarter finns listade i Catalogue of Life.